# كو هاسيجاوا
كو هاسيجاوا (باليابانية: 長谷川 洸) (مواليد 16 مايو 1995) هو لاعب كرة قدم ياباني.

## وصلات خارجية
- كو هاسيجاوا على موقع رابطة كرة القدم اليابانية للمحترفين (اليابانية)
- كو هاسيجاوا على موقع قاعدة بيانات كرة القدم.إي يو (الإنجليزية)
- كو هاسيجاوا على موقع Soccerway.com (الإنجليزية)
- كو هاسيجاوا على موقع عالم كرة القدم.نت (الإنجليزية)